# Plaza Rui Barbosa

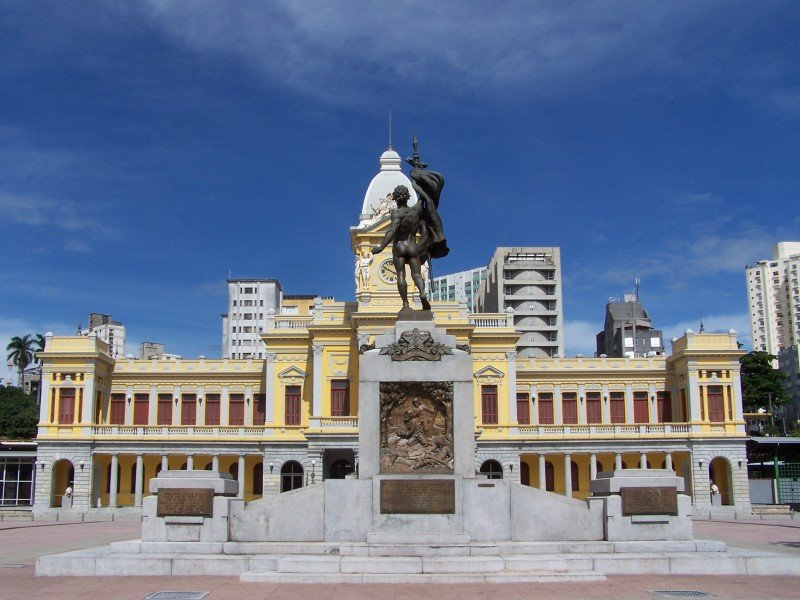
Plaza de la Estación

Plaza Rui Barbosa es una plaza situada en la región céntrica de la ciudad de Bello Horizonte. Es también conocida como Plaza de la Estación por estar localizada frente al edificio de la antigua estación de la Carretera de Hierro Céntrico de Brasil, hoy Museo de Artes y Ofícios (MAO). La entrada de la Estación Céntrica del Metro de Bello Horizonte también está situada en esta plaza.

## Historia
Fue la puerta de entrada de toda la materia-prima utilizada en la construcción de la nueva capital de Minas Generales, a finales del siglo XIX. El primer reloj público de la ciudad fue instalado en lo alto de la torre del primitivo edificio que abrigó la Estación Ferroviaria. La plaza comenzó a ser urbanizada en 1904, con jardines en estilo inglés. En 11 de noviembre de 1922, fue inaugurado el nuevo edificio en estilo eclético, proyecto del arquitecto Luiz Olivieri, para atender a la demanda de la efervescente ciudad y el dibujo de los jardines de la plaza, fue todo modificado para un estilo francés.
Desde el movimiento de las Directas Ya, hasta los días de hoy la plaza es un espacio libre para manifestaciones populares de todas capas sociales. Poetas, artistas, políticos y el pueblo allí se encuentran para exponer sus ideas, sueños y fantasías.

## Arquitectura
Se destacan en la plaza tres conjuntos de estatuas en mármol, una representado las cuatro estaciones, otra que representa dos leones y dos tigres y un tercero de Ninfas situado en una fuente. Las estatuas son réplicas de un conjunto de 10 obras colocadas en la plaza los primeros años de la ciudad y cuyas versiones originales, debido al vandalismo, están guardadas.
Del otro lado de la plaza, al centro de una explanada, hay el Monumento a la Civilización Minera (Tierra Minera), obra del escultor italiano Giulio Starace, inaugurado en 1930, en granito, con placas, en bronce, alusivas a hechos importantes de la historia de Minas, encimado con una estatua de una figura masculina empuñando una bandera, del mismo metal. 
Forman parte del complejo arquitectónico de la Plaza de la Estación a Serraria Sousa Pinto, el Museo de Artes y Oficios y los viaductos de Santa Teresa y de la Floresta.
La plaza fue revitalizada en el inicio de 2007 como parte de las obras de la Línea Verde. Siendo reconstituidos los jardines, que habían perdido parte del formato debido a la ampliación de la Avenida de los Andradas, el año 1960. La estatua de mármol, dañadas por vandalismo, fue sustituida por réplicas hechas de resina.